# Стоян Петров – Кехаята
Стоян кехая Петров е български революционер, деец на Вътрешната македоно-одринска революционна организация.

## Биография
Роден е в Малко Търново. Става войвода, а по-късно се присъединява към ВМОРО и оглавява организационна чета. На 26 май 1903 година в местността Кукурдан в Ковчазското землище, сборна група от четите на Лазар Маджаров и Стоян Петров Кехаята се сблъсква с османски аскер и в завързалото се сражение старият войвода Кехаята загива. Подвигът на двамата е отразен в народната песен „Голям се гърмеж зачува“, поместена в стихосбирката „Странджанска гусла“ от Яни Попов. Синът му Янко Стоянов също загива в революционната борба.